# 9 octobre 1982
Le samedi 9 octobre 1982 est le 282e jour de l'année 1982.

## Naissances
- Élise Leboucher, femme politique française
- Alan Gow, footballeur écossais
- Antonio Mendonça, footballeur angolais
- Belchior, joueur de football portugais
- Cacá, joueur de football brésilien
- Colin Donnell, acteur américain
- Fahid Ben Khalfallah, footballeur et entraîneur tunisien et français
- Hassan Chafii, compositeur et producteur égyptien
- Jason Jaramillo, joueur américain de baseball
- Kassa Overall, musicien de jazz et de hip-hop américain
- Kong Yingchao, biathlète chinoise
- Kristina Buožytė, réalisatrice lituanien
- Laura Forgia, showgirl, model, actrice et présentatrice de télévision italienne
- Laurent Micheli, réalisateur, scénariste, acteur et un metteur en scène de théâtre belge
- Miloš Šćepanović, joueur de water-polo monténégrin
- Modeste Mbami (mort le 7 janvier 2023), footballeur camerounais et français
- Nian Yun, nageuse
- Oh Se-jong (mort le 27 juin 2016), patineur de vitesse sur piste courte sud-coréen
- Travis Rice, snowboardeur américain

## Décès
- Anna Freud (née le 3 décembre 1895), psychanalyste et essayiste autrichienne-britannique
- Herbert Meinhard Mühlpfordt (né le 31 mars 1893), historien allemand
- Vilém Bohumír Hauner (né le 23 juin 1903), artiste tchèque

## Événements
- Les épreuves d'athlétisme se déroulent lors de la dernière journée des  Jeux du Commonwealth de 1982.
- Attentat de la Grande synagogue de Rome
- Sortie du film La Marche de Kamata
- Sortie du film Les Frénétiques